# Francis R. Nicosia
Francis R. Nicosia (geboren am 29. Oktober 1944 in Philadelphia, Pennsylvania; gestorben am 21. November 2023 in Burlington, Vermont) war ein US-amerikanischer Historiker. Er lehrte und forschte an der University of Vermont mit dem Schwerpunkt neuere Geschichte und Holocaustforschung.

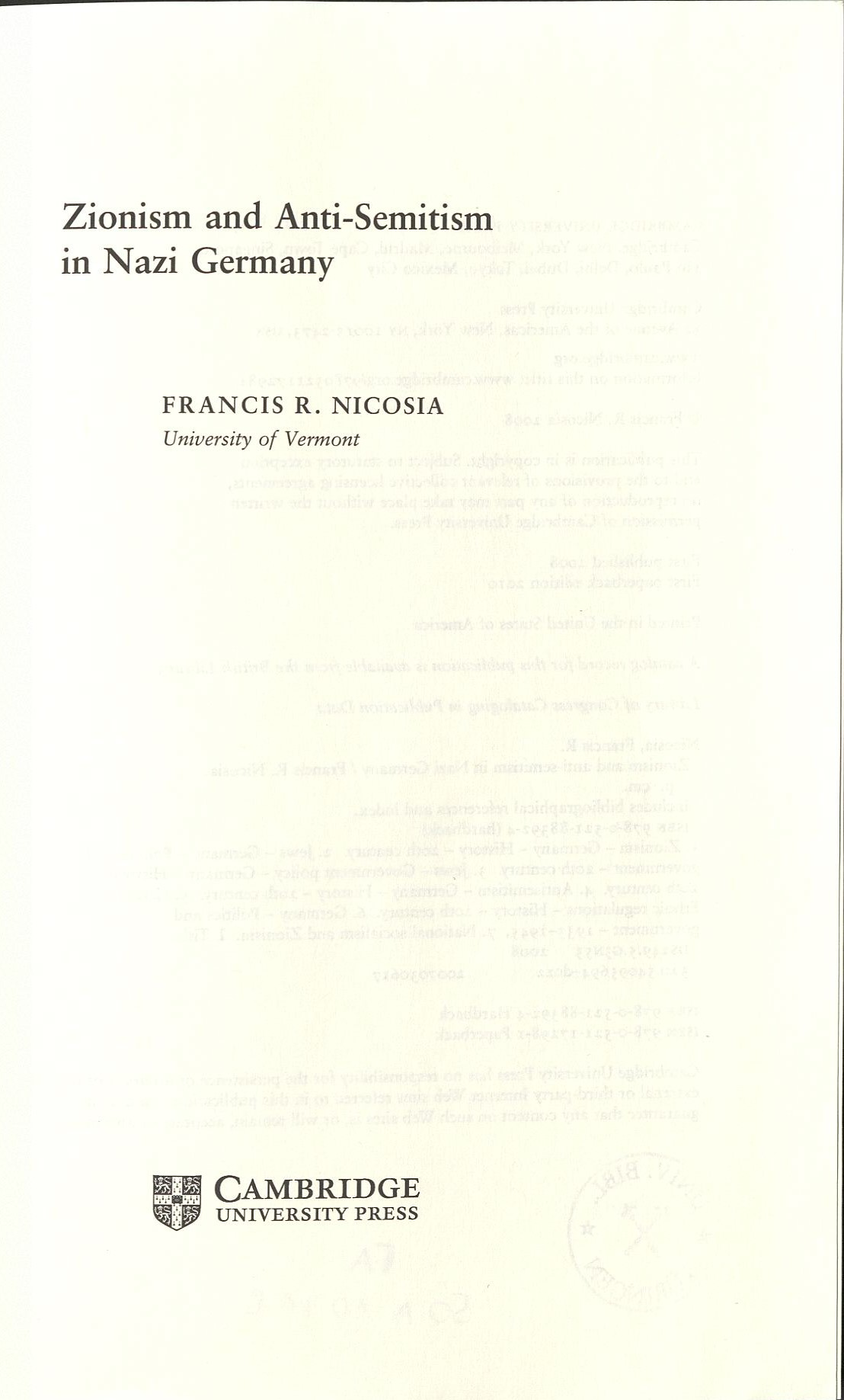
Zionism and Anti-Semitism (2008)

## Leben
Francis R. Nicosia war 1968/69 für das Peace Corps in Libyen tätig. In Deutschland praktizierte er 1971/72 als „Teacher Assistant“ am Gymnasium Peter-Dörfler-Schule in Marktoberdorf. Danach studierte er Geschichte an der Pennsylvania State University und an der Georgetown University und promovierte (Ph.D.) 1978 an der McGill University in Deutscher Geschichte und Geschichte des Nahen Ostens.
Von 1979 bis 2008 lehrte er als Professor Geschichte am Saint Michael’s College in Vermont, danach war er Professor für Holocaust-Studien an der University of Vermont. Nicosia hatte 1992 einen Forschungsaufenthalt als Fulbright-Stipendiat an der TU Berlin und 2006 an der HU Berlin.
Neben seinen Monografien war er bei verschiedenen Werken Mitherausgeber und war auch mit Beiträgen an enzyklopädischen Werken zum Nahen Osten („Encyclopedia of the Modern Middle East“) und an der vom United States Holocaust Memorial Museum herausgegebenen Encyclopedia of the Holocaust beteiligt.

## Schriften

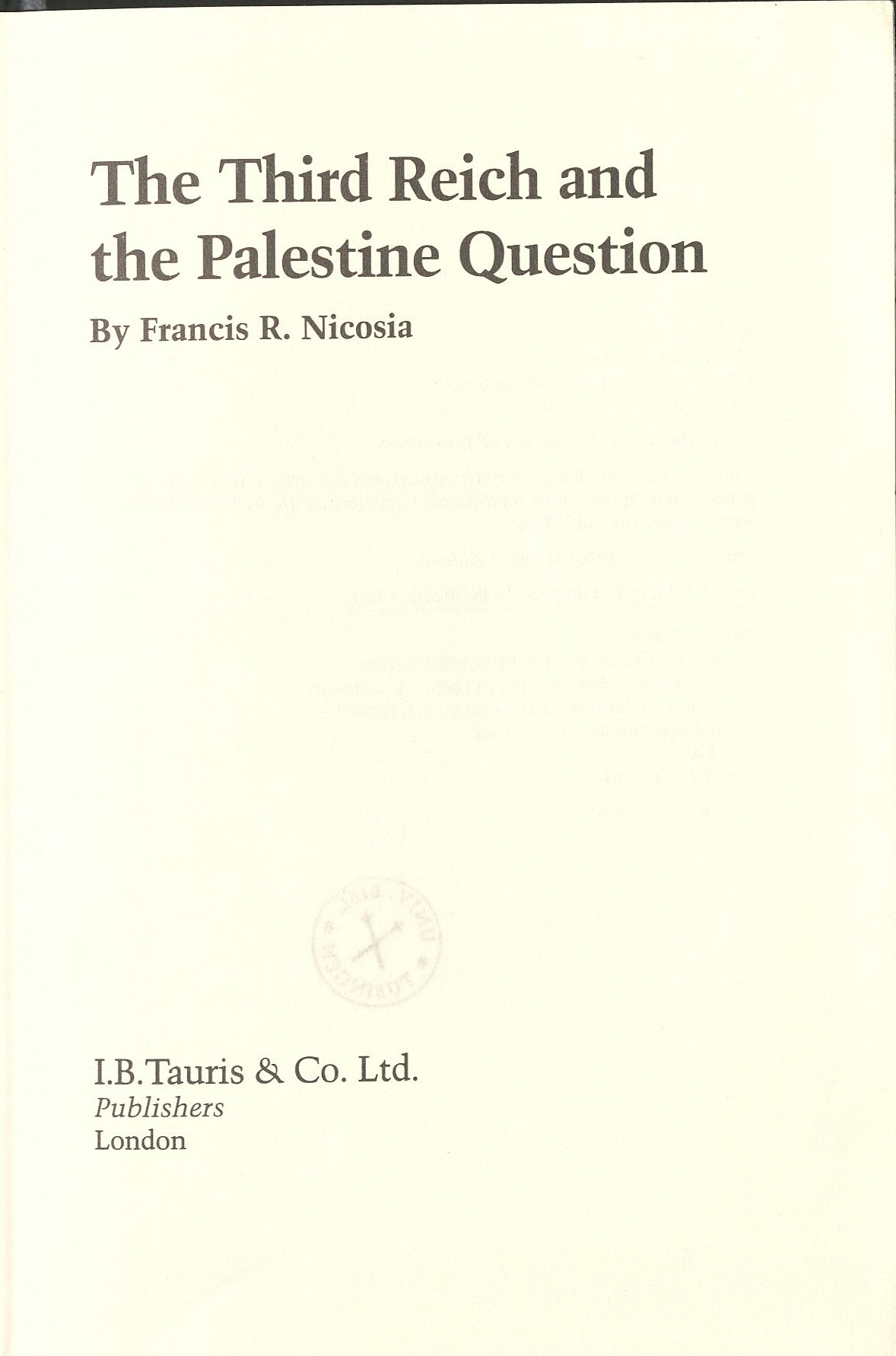
Dissertation (1977/1985)

- The Third Reich and the Palestine Question. University of Texas Press, Austin (TX) 1985, ISBN 0-292-72731-3 (Montreal, McGill University, Dissertation, 1977).
  - deutsch: Hitler und der Zionismus. Das 3. Reich und die Palästina-Frage 1933–1939. Aus dem Englischen von Günter Deckert. Druffel, Leoni am Starnberger See 1989, ISBN 3-8061-1062-8.
- Ein nützlicher Feind. Zionismus im nationalsozialistischen Deutschland 1933–1939. In: Vierteljahrshefte für Zeitgeschichte. Jg. 37, Nr. 3, 1989, S. 367–400 (Digitalisat (PDF; 9,7 MB) des kompletten Heftes).
- als Herausgeber mit Lawrence D. Stokes: Germans Against Nazism. Nonconformity, Opposition and Resistance in the Third Reich. Essays in Honour of Peter Hoffmann. Berg, New York (NY) u. a. 1990, ISBN 0-85496-688-9.
- mit Donald Niewyk: The Columbia Guide to the Holocaust. Columbia University Press, New York (NY) 2000, ISBN 0-231-11200-9.
- als Herausgeber mit Jonathan Huener: Medicine and Medical Ethics in Nazi Germany. Origins, Practices, Legacies. Berghahn Books, New York (NY) u. a. 2002, ISBN 1-57181-387-X.
- als Herausgeber mit Jonathan Huener: Business and Industry in Nazi Germany. Berghahn Books, New York (NY) u. a. 2004, ISBN 1-57181-654-2.
- als Herausgeber mit Jonathan Huener: The Arts in Nazi Germany. Continuity, Conformity, Change. Berghahn Books, New York (NY) u. a. 2006, ISBN 1-84545-209-7.
- Zionism and Anti-Semitism in Nazi Germany. Cambridge University Press, Cambridge u. a. 2008, ISBN 978-0-521-88392-4.
  - deutsch: Zionismus und Antisemitismus im Dritten Reich (= Hamburger Beiträge zur Geschichte der deutschen Juden. 40). Aus dem Englischen von Karin Hanta. Wallstein, Göttingen, 2012, ISBN 978-3-8353-1057-5.
- als Herausgeber mit David Scrase: Jewish Life in Nazi Germany. Dilemmas and Responses. Berghahn Books, New York (NY) u. a. 2010, ISBN 978-1-84545-676-4.
- als Herausgeber mit Susanne Heim, Beate Meyer: „Wer bleibt, opfert seine Jahre, vielleicht sein Leben“. Deutsche Juden 1938–1941 (= Hamburger Beiträge zur Geschichte der deutschen Juden. 37). Wallstein-Verlag, Göttingen 2010, ISBN 978-3-8353-0752-0.
- Nazi Germany and the Arab world. Cambridge University Press, New York (NY) 2014, ISBN 978-1-107-06712-7.